# Wojciech Trzciński
Wojciech Stanisław Trzciński (ur. 22 lipca 1949 w Warszawie, zm. 1 lutego 2025) – polski kompozytor muzyki rozrywkowej, filmowej i teatralnej, aranżer, pianista i gitarzysta, dyrygent oraz producent muzyczny.

## Życiorys
Absolwent II Liceum Ogólnokształcącego im. Stefana Batorego w Warszawie (matura 1967). Absolwent Wydziału Geografii i Studiów Regionalnych Uniwersytetu Warszawskiego. Kompozytor piosenek dla wielu polskich wykonawców, a także autor muzyki do filmów, programów telewizyjnych, widowisk teatralnych. Dyrektor artystyczny festiwali w Opolu i Sopocie. Prezes zarządu i dyrektor generalny Hanna-Barbera Poland (1987–1993), założyciel i redaktor naczelny miesięcznika Video Świat Hanna-Barbera (1990–1992). Jeden z pomysłodawców nagród muzycznych Fryderyków. Założyciel prywatnego, niezależnego ośrodka sztuki Fabryka Trzciny, za którego utworzenie otrzymał Paszport Polityki i Nagrodę Kisiela.

### Kariera muzyczna
Zadebiutował w roku 1969 na Kiermaszu Piosenki Studenckiej w warszawskim klubie Medyk jako piosenkarz i kompozytor. Współzałożyciel i kierownik muzyczny teatrzyku piosenki Piwnica u Hohonia. Początkowo komponował piosenki dla wykonawców studenckich, m.in. Nataszy Czermińskiej, Piotra Fronczewskiego, Andrzeja Nardellego i Magdy Umer. Później zaczął pisać dla Radiowego Studia Piosenki i Telewizyjnej Giełdy Piosenki oraz m.in. dla takich artystów, jak: Halina Frąckowiak, Edyta Geppert, Anna Jantar, Irena Jarocka, Krzysztof Krawczyk, Krystyna Prońko, Urszula Sipińska, Zdzisława Sośnicka, Izabela Trojanowska i Andrzej Rybiński oraz m.in. dla takich zespołów, jak: Alibabki i Wanda i Banda. Współpracował z takimi autorami tekstów, jak: Agnieszka Osiecka, Wojciech Młynarski, Bogdan Olewicz, Andrzej Mogielnicki, Jonasz Kofta, Marek Dutkiewicz, Jacek Cygan, Jerzy Kleyny, Andrzej Kuryło i Marek Skolarski. Był kompozytorem oratorium Kolęda-Nocka, musicalu Azyl, czy baśni muzycznej Królowa śniegu. Wraz z Ryszardem Poznakowskim współtworzył musical dla dzieci Smurfowisko. Komponował muzykę do spektakli teatralnych i filmów fabularnych. Dokonał licznych nagrań archiwalnych dla Polskiego Radia i zachodnioniemieckiej firmy Polydor. Współpracował jako aranżer i dyrygent z duetem Marek i Wacek.
Jest laureatem nagród i wyróżnień na festiwalach zagranicznych Bratysławska Lira 1974, Yamaha Pop Song Festival 1976 w Tokio, Złoty Orfeusz 1977 w Warnie i Pop Song Festival w 1985 w La Valletta . Sprawował opiekę artystyczną nad festiwalami piosenki w Opolu (1985 i 1997–1998), Sopocie (1986–1987 i 1999-2000) oraz w Witebsku (1988).

W latach 1993–1995 był Dyrektorem Artystycznym Teatru Muzycznego w Gdyni. W latach 1994–1996 pełnił funkcję Dyrektora Muzycznego I Programu Polskiego Radia. Natomiast w latach 1996–1998 był zastępcą Dyrektora TVP1 ds. Artystycznych. Był jednym z pomysłodawców Fryderyków, nagrody polskiego przemysłu muzycznego. W 1997 roku został producentem – wyreżyserowanego przez Magdę Umer – opolskiego koncertu Zielono mi, poświęconego twórczości Agnieszki Osieckiej. Zaś rok później sprawował pieczę nad koncertem O! Polskie piosenki, zorganizowanym z okazji 35-lecia Festiwalu Piosenki Polskiej w Opolu. W 1999 roku został twórcą nowej formuły Sopot Festiwal.

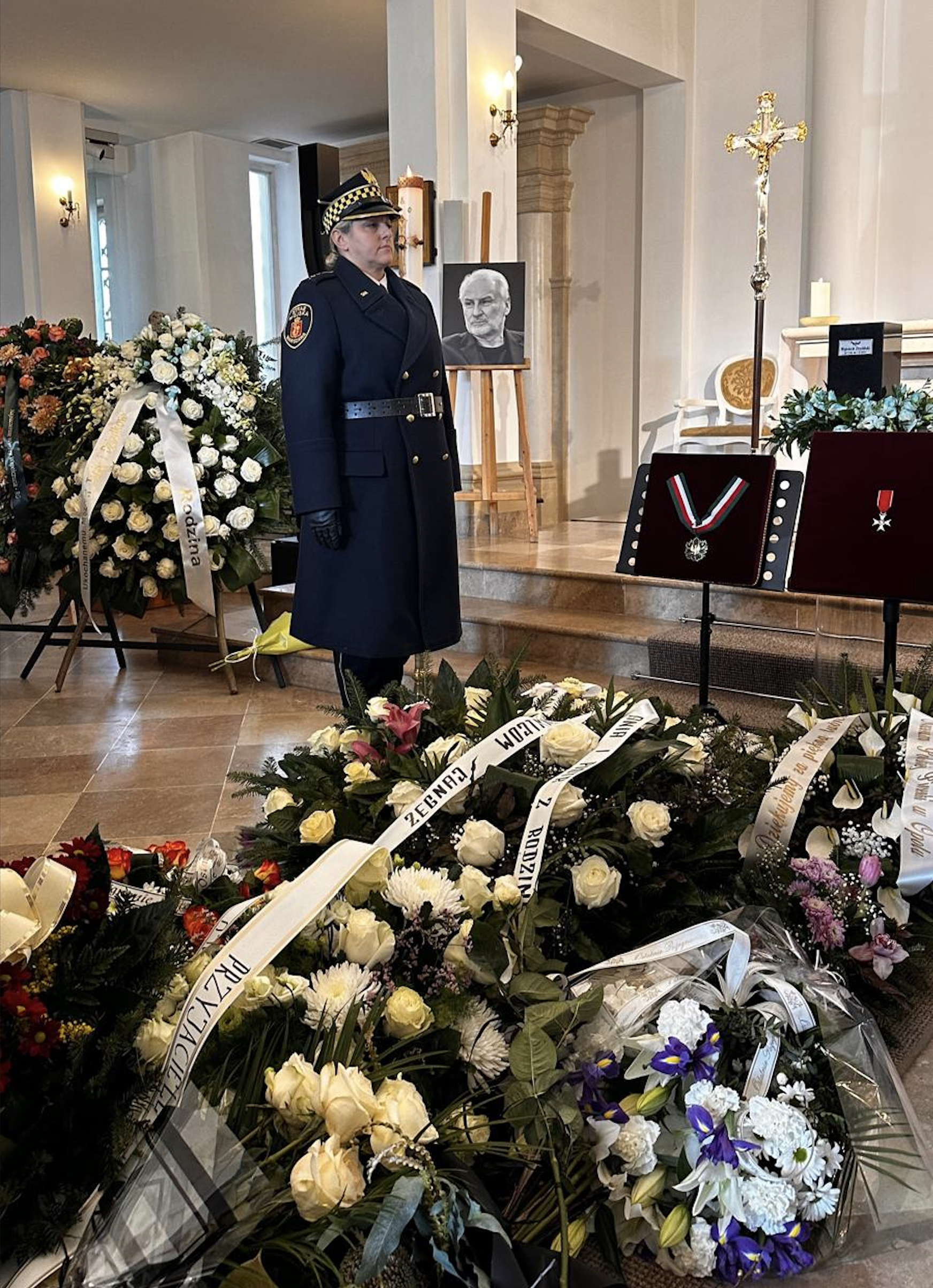
Msza święta pożegnalna w intencji Wojciecha Trzcińskiego w kościele Środowisk Twórczych św. Brata Alberta i św. Andrzeja Apostoła w Warszawie (17 lutego 2025)

W 2003 roku założył na warszawskiej Pradze prywatne Centrum Artystyczne Fabryka Trzciny – istniejące do 2016 roku i jego filię działającą pod nazwą Skwer. Filia Centrum Artystycznego Fabryka Trzciny – istniejącą od 2009 do 2015 roku.

## Życie prywatne
W 1972 ożenił się z Ewą Szperl-Trzcińską, z którą miał syna Stanisława (ur. 1972) i córkę Alicję Eję (ur. 1978), a także wnuki: Jana Trzcińskiego (ur. 2010) i Zofię Stypułkowską (ur. 2018). Po rozwodzie w 1985 ożenił się z Aleksandrą Kisielewską-Trzcińską.

## Śmierć i pogrzeb

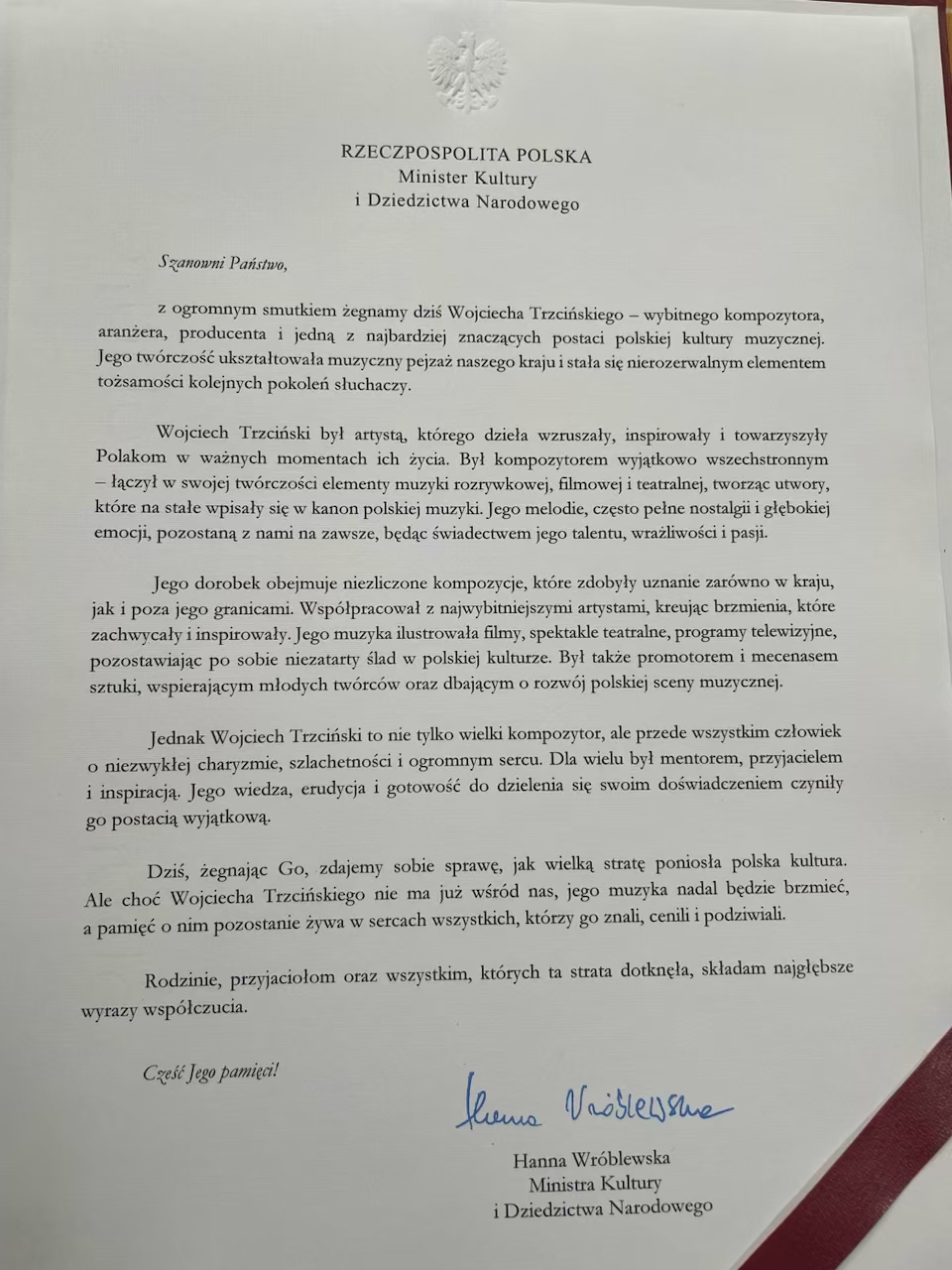
List odczytany przez Minister Kultury i Dziedzictwa Narodowego Hannę Wróblewską podczas pogrzebu Wojciecha Trzcińskiego

Zmarł 1 lutego 2025. Został pochowany 17 lutego 2025 w Alei Zasłużonych na cmentarzu Powązki Wojskowe w Warszawie. Podczas uroczystości pogrzebowych zmarłego pożegnali przemówieniami minister kultury i dziedzictwa narodowego Hanna Wróblewska, minister spraw wewnętrznych i administracji Tomasz Siemoniak, zastępca prezydenta m. st. Warszawy Aldona Machnowska-Góra, prezes zarządu Stowarzyszenia Autorów ZAiKS Miłosz Bembinow i Stanisław Trzciński, zostały odczytane listy marszałka Senatu RP Małgorzaty Kidawy-Błońskiej i prezydenta m.st. Warszawy Rafała Trzaskowskiego, zaśpiewali Magda Umer, Kasia Cerekwicka, Dionizy Wincenty Płaczkowski i Chór Akademicki Uniwersytetu Warszawskiego pod dyr. Iriny Bogdanovich, zagrali Włodek Pawlik, Marek Biliński, Adam Sztaba, Filip Siejka, Wojciech Borkowski, Emanuel Bączkowski, Bogdan Kierejsza i Kamila Grott-Tomaszek.

## Najważniejsze kompozycje

### Spektakle teatralne i musicale
- 1978 – musical. Azyl (reż.: A. Marczewski; libretto: Bogdan Chorążuk)
- 1980 – oratorium, Kolęda Nocka (reż.: Krzysztof Bukowski; libretto: Ernest Bryll)
- 1982 – spektakl, Brat naszego Boga (reż.: A. Marczewski)
- 1983 – spektakl, Szewcy (reż: W. Bielicki)
- 1983 – spektakl, Papierowy kochanek (reż. J. Kuszewski)[15]
- 1983 – spektakl, Fedra (reż. J.M. Pradier)[16]
- 1984 – spektakl, Królowa śniegu (reż. E. Umińska)[17]

### Filmografia
- 1978 – Hallo Szpicbródka, czyli ostatni występ króla kasiarzy (reż. Janusz Rzeszewski, Mieczysław Jahoda) – muzyka do piosenek Co robić w taką noc oraz Dintojra[18]
- 1979 – Kobieta i kobieta (Ryszard Bugajski, Janusz Dymek)
- 1982 – Krzyk (reż. Barbara Sass)
- 1982 – Odlot (serial telewizyjny; reż. Janusz Dymek)
- 1984 – Kalevala (miniserial telewizyjny; reż. S. Lenartowicz)[19]
- 1984 – Gwiazda (film animowany; reż. W. Giersz) [20]

### Wybrane piosenki z muzyką Wojciecha Trzcińskiego
| - Abecedario Polacco (sł. Wojciech Młynarski; wyk. Piccolo Coro dell' Antoniano) - By coś zostało z tych dni (sł. Wojciech Młynarski; wyk. Irena Jarocka) - Byle było tak (sł. Jerzy Kleyny; wyk. Krzysztof Krawczyk) - Chcę wyjechać na wieś (sł. Andrzej Kuryło; wyk. Urszula Sipińska) - Człowiek nie jest sam (sł. Jacek Cygan; wyk. Zdzisława Sośnicka) - Co robić w taką noc (sł. Bogdan Olewicz; wyk. Ewa Dębicka) - Dancing Queen (sł. Janusz Kondratowicz; wyk. Halina Frąckowiak) - Dokąd przed nią uciekasz (sł. Magda Czapińska; wyk. Michał Bajor) - Dziewczyna z konwaliami (sł. Marek Skolarski; wyk. Zbigniew Wodecki) - Fontanna w deszczu (wyk. Orkiestra Wojciecha Trzcińskiego) - Hi-Fi (sł. Andrzej Sobczak; wyk. zespół Wanda i Banda) - Jak minął dzień? (sł. Jerzy Kleyny; wyk. Krzysztof Krawczyk) - Jaki jesteś jeszcze nie wiem (sł. Andrzej Kuryło; wyk. Anna Jantar) - Karmazynowa noc (sł. Andrzej Mogielnicki; wyk. Izabela Trojanowska) - Kochaj mnie, miły (sł. Magda Wojtaszewska; wyk. zespół Wanda i Banda) - Kolęda o świcie (sł. Ernest Bryll; wyk. Krystyna Prońko) - Lepiej lub horyzont 2000 (sł. Marek Dagnan; wyk. Edyta Geppert) - Małe tęsknoty (sł. Andrzej Mogielnicki; wyk. Krystyna Prońko) - Mam temat na życie (sł. Wojciech Młynarski; wyk. Irena Jarocka) - Nastanie dzień (sł. Tadeusz Romer; wyk. Anna Jantar) - Nie będę Julią (sł. Magdalena Wojtaszewska; wyk. zespół Wanda i Banda) - Niedzielne popołudnie na wyspie la Grand Jatte (sł. Wojciech Szperl; wyk. Natasza Czarmińska) - Niepokój do wynajęcia (sł. Wojciech Młynarski; wyk. Halina Kunicka) - Nikt nie wie po co ścigasz sen (sł. Marek Dutkiewicz; wyk. Jacek Lech) - O niebieskim pachnącym groszku (sł. Andrzej Trzebiński; wyk. Magda Umer i Andrzej Nardelli) - Odjechałaś tak daleko (sł. Andrzej Kuryło; wyk. Zbigniew Wodecki) - Odpływają kawiarenki (sł. Jerzy Kleyny; wyk. Irena Jarocka) - Pamiętam Ciebie z tamtych lat? (sł. Bogdan Olewicz; wyk. Krzysztof Krawczyk) - Pieśń ciszy (sł. Marek Skolarski; wyk. Zbigniew Wodecki) - Piosenka z filmu Pożegnanie o świcie (sł. Marek Dutkiewicz; wyk. Irena Jarocka) - Poezja (sł. Władysław Broniewski; wyk. Stan Borys) - Psalm stojących w kolejce (sł. Ernest Bryll; wyk. Krystyna Prońko) - Staruszek świat (sł. Jerzy Kleyny; wyk. Anna Jantar) - Sto lat czekam na twój list (sł. Marek Dutkiewicz; wyk. Irena Jarocka) - Stonowany luz (sł. Jan Wołek; wyk. Michał Bajor) - Szkoda tych snów (sł. Agnieszka Osiecka; wyk. Halina Kunicka) - Tam, gdzie lekki wieje wiatr (sł. Krzysztof Bukowski; wyk. Halina Frąckowiak i Krystyna Prońko) - Twarze, twarze (sł. Jan Wołek; wyk. Irena Santor) - Uczymy się żyć bez końca (sł. Jacek Cygan; wyk. Zdzisława Sośnicka) - Uspokój się (sł. Jonasz Kofta; wyk. Zdzisława Sośnicka) - Warszawa jest smutna bez ciebie (sł. Marek Dutkiewicz; wyk. Jacek Lech) - W cieniu dobrego drzewa (sł. Marek Dutkiewicz; wyk. Irena Jarocka) - W jakim obcym domu (sł. Ewa Żylińska; wyk. Krystyna Prońko) - Zagrajmy w kości jeszcze raz (sł. Agnieszka Osiecka; wyk. zespół Alibabki) - Żegnaj lato na rok (sł. Bogdan Olewicz; wyk. Zdzisława Sośnicka) |

## Nagrody i wyróżnienia
- 1969 – nagroda na IX Ogólnopolskim Kiermaszu Piosenki Studenckiej w warszawskim klubie Medyk za piosenkę Co za radość żyć [6][21]
- 1970 – I nagroda (wraz z Nataszą Czarmińską) na VIII Studenckim Festiwalu Piosenki w Krakowie[22][23]
- 1972 – I nagroda w radiowym konkursie za piosenkę O niebieskim, pachnącym groszku
- 1975 – II nagroda na Międzynarodowym Festiwalu Piosenki w Sopocie za piosenkę Staruszek świat
- 1976 – tytuł Kompozytora Roku w plebiscycie czytelników „Panoramy”
- 1976 – wyróżnienie na Yamaha Pop Song Festival(inne języki) w Tokio za piosenkę Le petit cafe de Paris (Odpływają kawiarenki w wersji francuskiej)
- 1978 – III nagroda na Krajowym Festiwalu Polskiej Piosenki w Opolu za piosenkę Jak minął dzień?
- 1979 – I nagroda na Krajowym Festiwalu Polskiej Piosenki w Opolu za piosenkę Żegnaj lato na rok
- 1980 – Kompozytor Roku i Aranżer Roku w plebiscycie radiowego Studio Gama
- 1981 – Nagroda Ministra Kultury i Sztuki II stopnia w dziedzinie estrady za twórczość artystyczną dla teatru muzycznego[24]
- 1981 – Nagroda Teatralna Wojewody Gdańskiego za muzykę do spektaklu Kolęda-Nocka Ernesta Brylla w Teatrze Muzycznym w Gdyni
- 1987 – I nagroda na KFPP w Opolu w koncercie Piosenki w teatrze za piosenkę Drogi ledwie pół
- 1987 – III nagroda na KFPP w Opolu w plebiscycie Od Opola do Opola za piosenkę Dancing Queen[25]
- 2004 – Paszport Polityki w kategorii „Kreator kultury” - za stworzenie Centrum Artystycznego Fabryka Trzciny[26][6]
- 2005 – Wdecha Publiczności - nagroda „Gazety Co Jest Grane” za rok 2004 - za stworzenie w Warszawie Fabryki Trzciny[24]
- 2006 – Nagroda Kisiela w kategorii „Przedsiębiorca” za to, że biznes brzmi w Trzcinie[27][6]
- 2006 – Brązowy Medal „Zasłużony Kulturze Gloria Artis”[28][29]
- 2009 – Odznaka Honorowa ZAiKS-u[30]
- 2013 – Medal ZAiKS-u[30]
- 2013 – Ikona Festiwalu w Opolu - nagroda prezesa zarządu TVP S.A.[31]
- 2019 – Nagroda 100-lecia Stowarzyszenia Autorów ZAiKS[32]
- 2019 – Nagroda im. Zbigniewa Wodeckiego „Nagroda W”[33]
- 2024 – Złoty Medal „Zasłużony Kulturze Gloria Artis”[34]
- 2025 – Krzyż Kawalerski Orderu Odrodzenia Polski (pośmiertnie) za wybitne zasługi w pracy artystycznej i twórczej[35][13]
- 2025 – Złoty Fryderyk (pośmiertnie) za całokształt osiągnięć artystycznych[36]
- 2025 – Superjedynka (pośmiertnie) za całokształt twórczości[37]

## Upamiętnienie
11 marca 2025 Akademia Fonograficzna poinformowała o pośmiertnym nagrodzeniu go honorowym Złotym Fryderykiem w muzyce rozrywkowej za całokształt osiągnięć artystycznych. 5 kwietnia 2025 podczas ceremonii Fryderyków 2025 statuetkę odebrały jego wnuczęta, a Krystyna Prońko wykonała w hołdzie dla niego „Psalm stojących w kolejce”.
15 czerwca 2025 na LXII Krajowym Festiwalu Piosenki Polskiej w Opolu odbył się dedykowany mu koncert Małe tęsknoty, przygotowany na podstawie koncepcji i scenariusza jego syna, Stanisława Trzcińskiego. Artyści wykonali jego utwory, zaaranżowane przez Adama Sztabę. Podczas koncertu ogłoszono także przyznanie mu pośmiertnie nagrody Superjedynki za całokształt twórczości, została ona wręczona przez dyrektora artystycznego tegorocznego KFPP Marka Sierockiego na ręce wdowy Aleksandry Kisielewskiej-Trzcińskiej.